# Unsere Liebe Frau vom Schnee

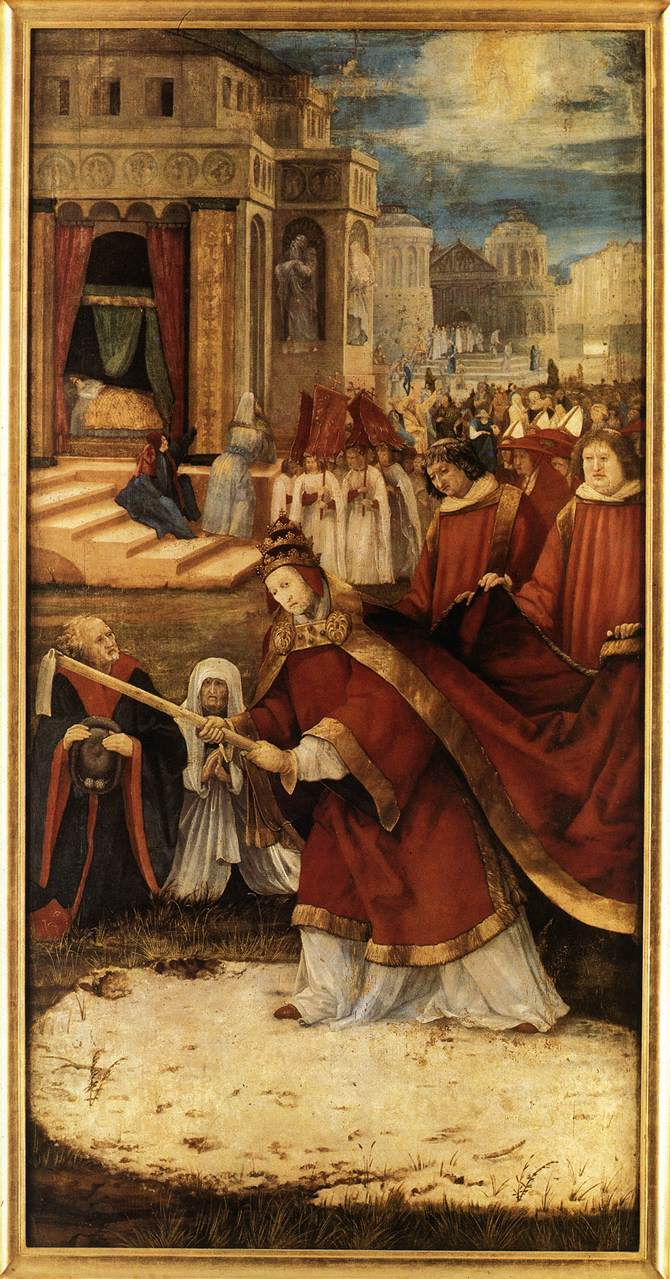
Grundsteinlegung von Santa Maria Maggiore in Rom, rechter Seitenflügel des Maria-Schnee-Triptychons von Matthias Grünewald (um 1517–1519)

Unsere Liebe Frau vom Schnee (lateinisch Sancta Maria ad Nives, italienisch Madonna della Neve), auch Maria Schnee, Mariä Schnee, Maria im Schnee oder Maria zum Schnee, ist eine volkstümliche Bezeichnung des Marienfestes des Weihetages der Basilika Santa Maria Maggiore in Rom im Kirchenjahr der römisch-katholischen Kirche. Die Papstbasilika im Rang einer Basilica maior wurde am 5. August im Jahre 432 geweiht. Gemäß einer Überlieferung ließ Papst Liberius sie auf dem Esquilin nach einem „Schneewunder“ am Morgen des 5. August 358 errichten.

## Schneewunder
Der Überlieferung zufolge erschien die Gottesmutter in der Nacht auf den 5. August 358 dem römischen Patrizier Johannes und seiner Frau und versprach ihnen, dass ihr Wunsch nach einem Sohn in Erfüllung gehe, wenn ihr zu Ehren eine Kirche an der Stelle errichtet werde, wo am nächsten Morgen Schnee liege. Das Ehepaar begab sich daraufhin zu Papst Liberius, der denselben Traum gehabt hatte. Am Morgen des 5. August lag auf der höchsten Erhebung des Esquilinhügels mitten im Sommer Schnee.

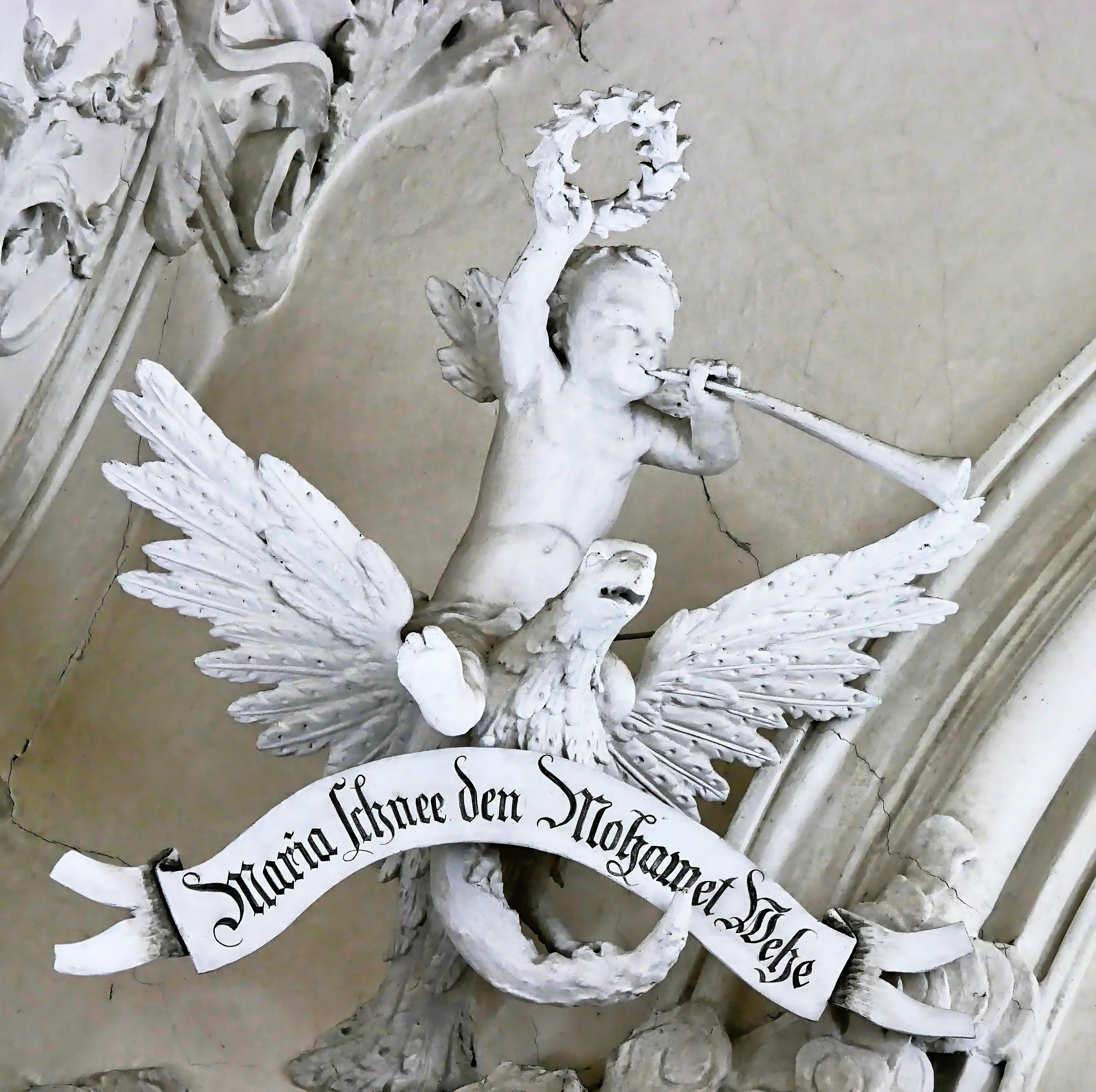
Stuckengel in der Kirche Maria Schnee (Lehenbühl)

Die Schlacht von Peterwardein fand am Fest Maria Schnee des Jahres 1716 statt und brachte einen bedeutungsvollen Sieg der kaiserlichen Truppen unter Eugen von Savoyen über das osmanische Heer.

## Patrozinien
Verschiedene Klöster, Wallfahrtsorte und Kapellen sind dem Patrozinium Unserer Lieben Frau vom Schnee unterstellt, darunter die Trappistenabtei Notre-Dame-des-Neiges in Saint-Laurent-les-Bains. Auf dem Col de Bavella in Korsika befindet sich eine Statue Unserer Lieben Frau vom Schnee. Die Gemeinden Notre-Dame-des-Neiges im kanadischen Quebec und das Arrondissement Côte-des-Neiges–Notre-Dame-de-Grâce von Montreal beziehen sich ebenfalls auf Unsere Liebe Frau vom Schnee. Die ehemalige Bildungseinrichtung der Kongregation der Schwestern des Erlösers im unterfränkischen Lülsfeld erhielt im Volksmund die Bezeichnung Kloster Maria Schnee.

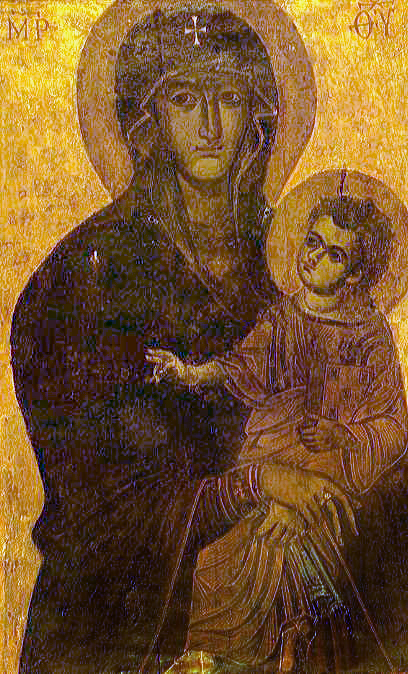
Gnadenbild Salus Populi Romani (Beschützerin des römischen Volkes) in der Cappella Paolina, Santa Maria Maggiore, Rom
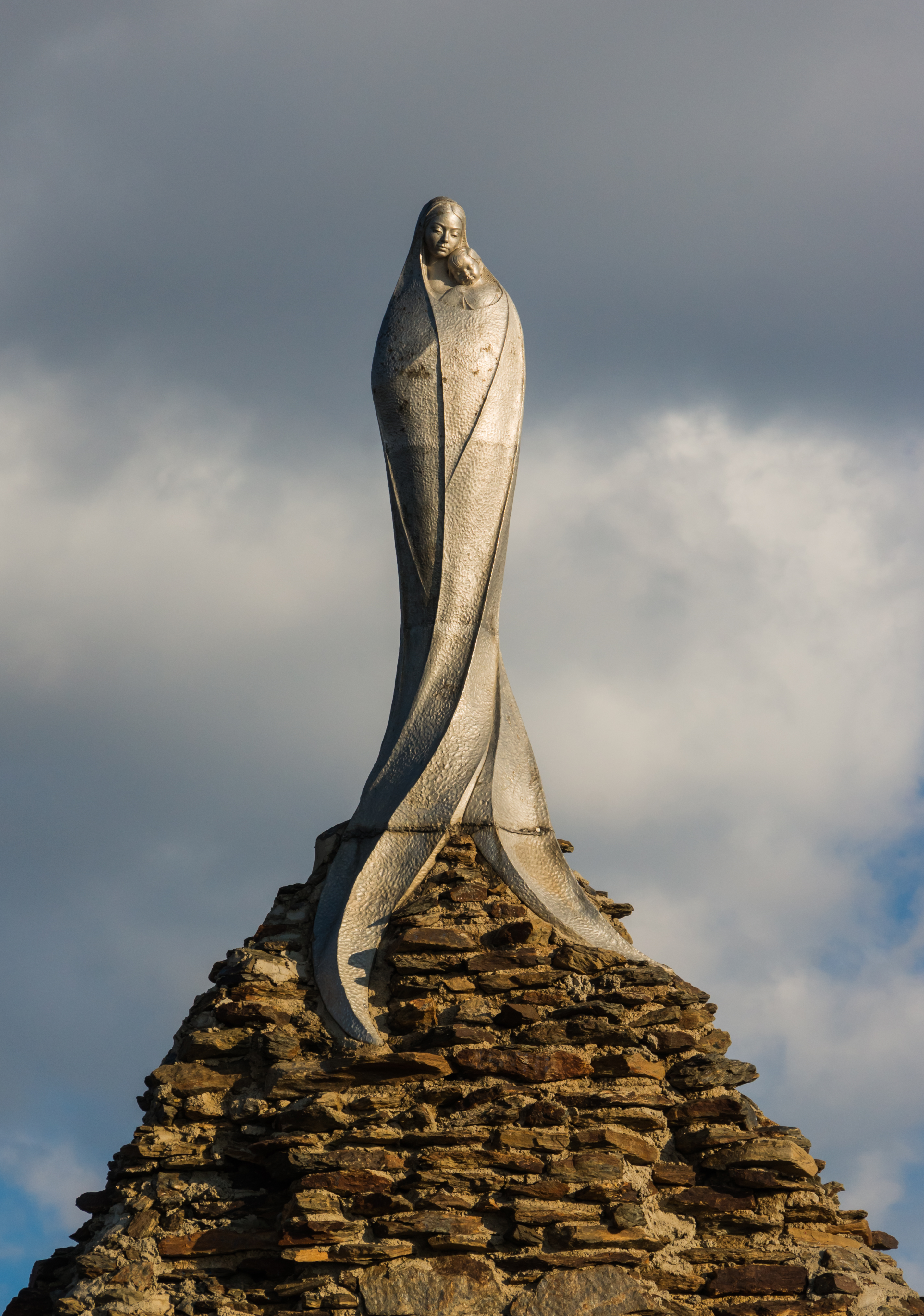
Statue Unserer Lieben Frau vom Schnee in der Sierra Nevada von Andalusien
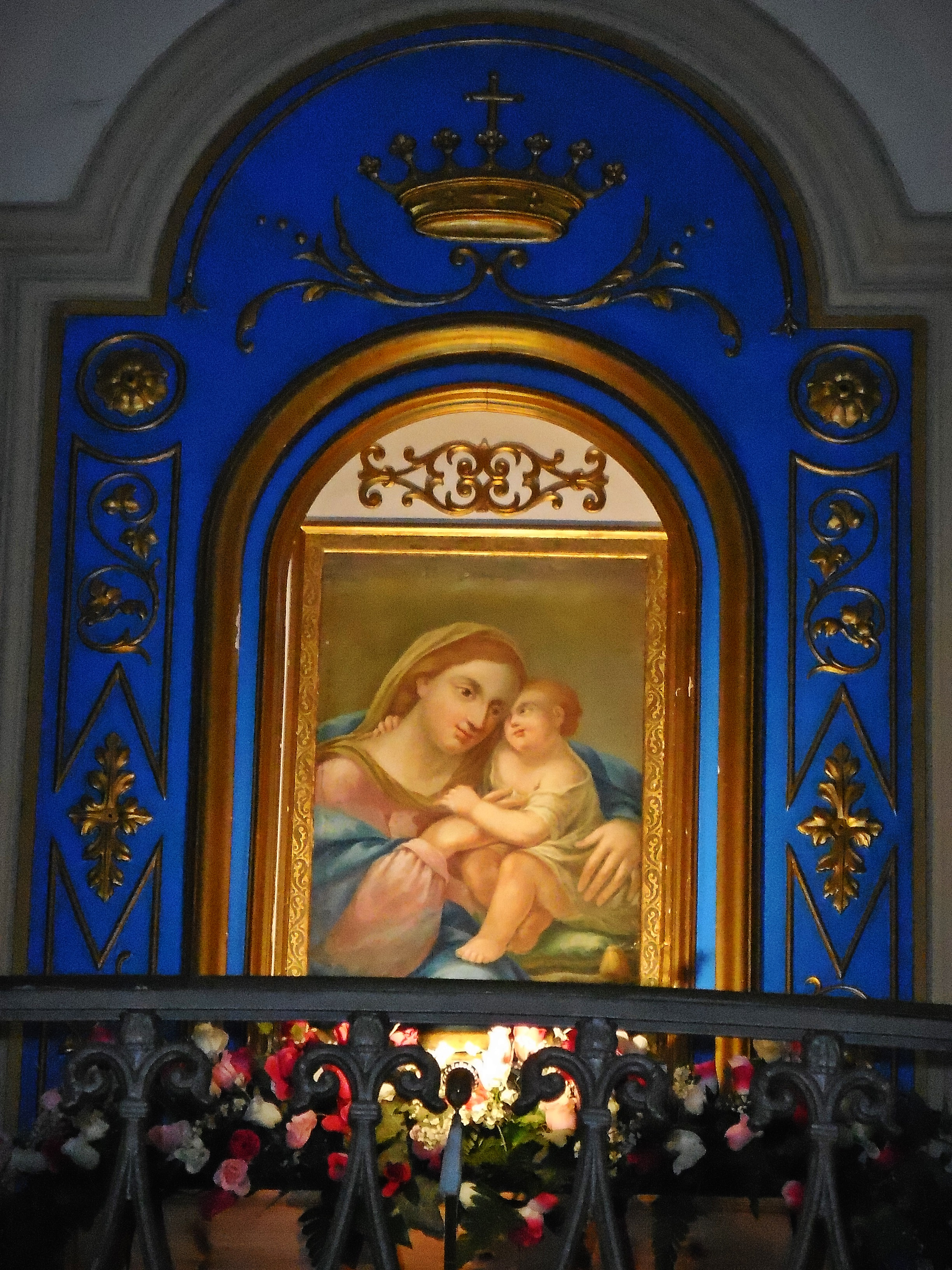
Marienbildnis im Heiligtum Unser Lieben Frau vom Schnee im italienischen San Benedetto Val di Sambro
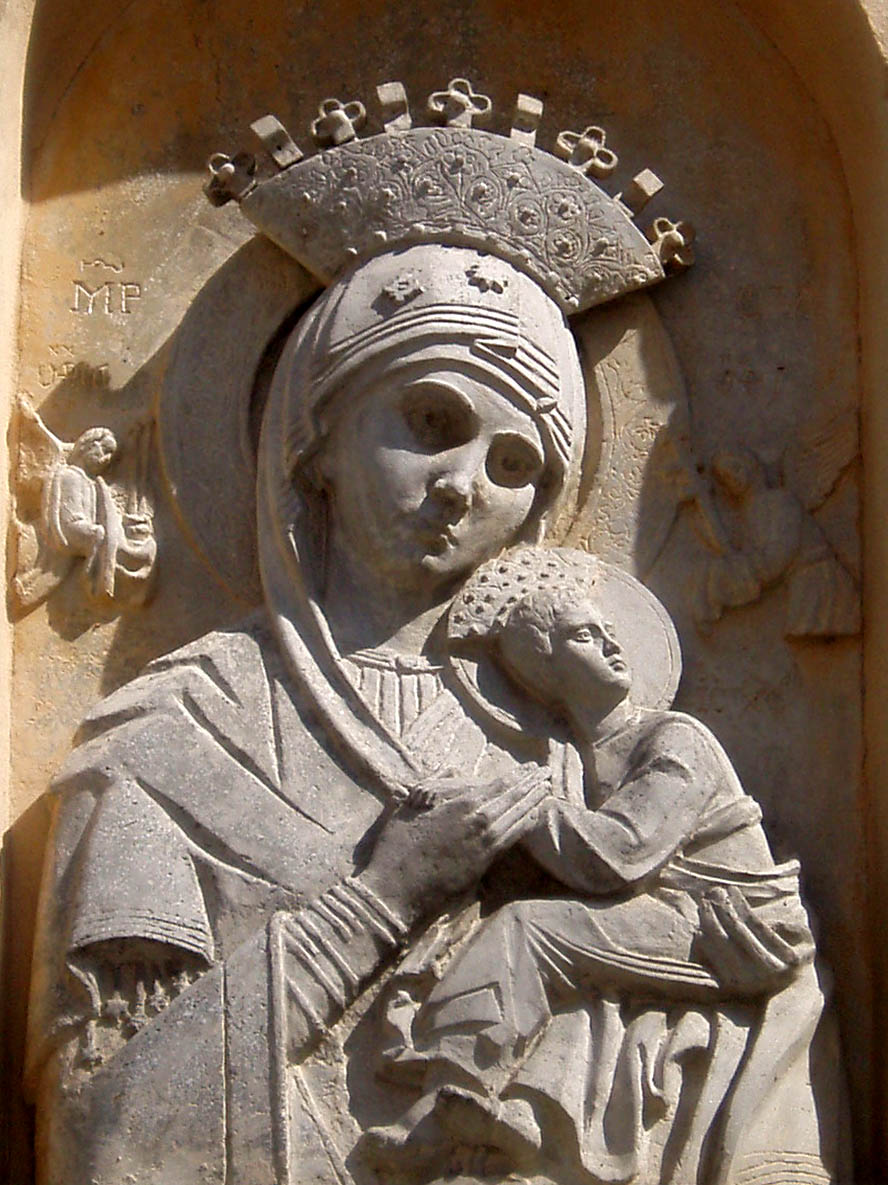
Relief in der Kirche Unserer Lieben Frau vom Schnee in Lemberg
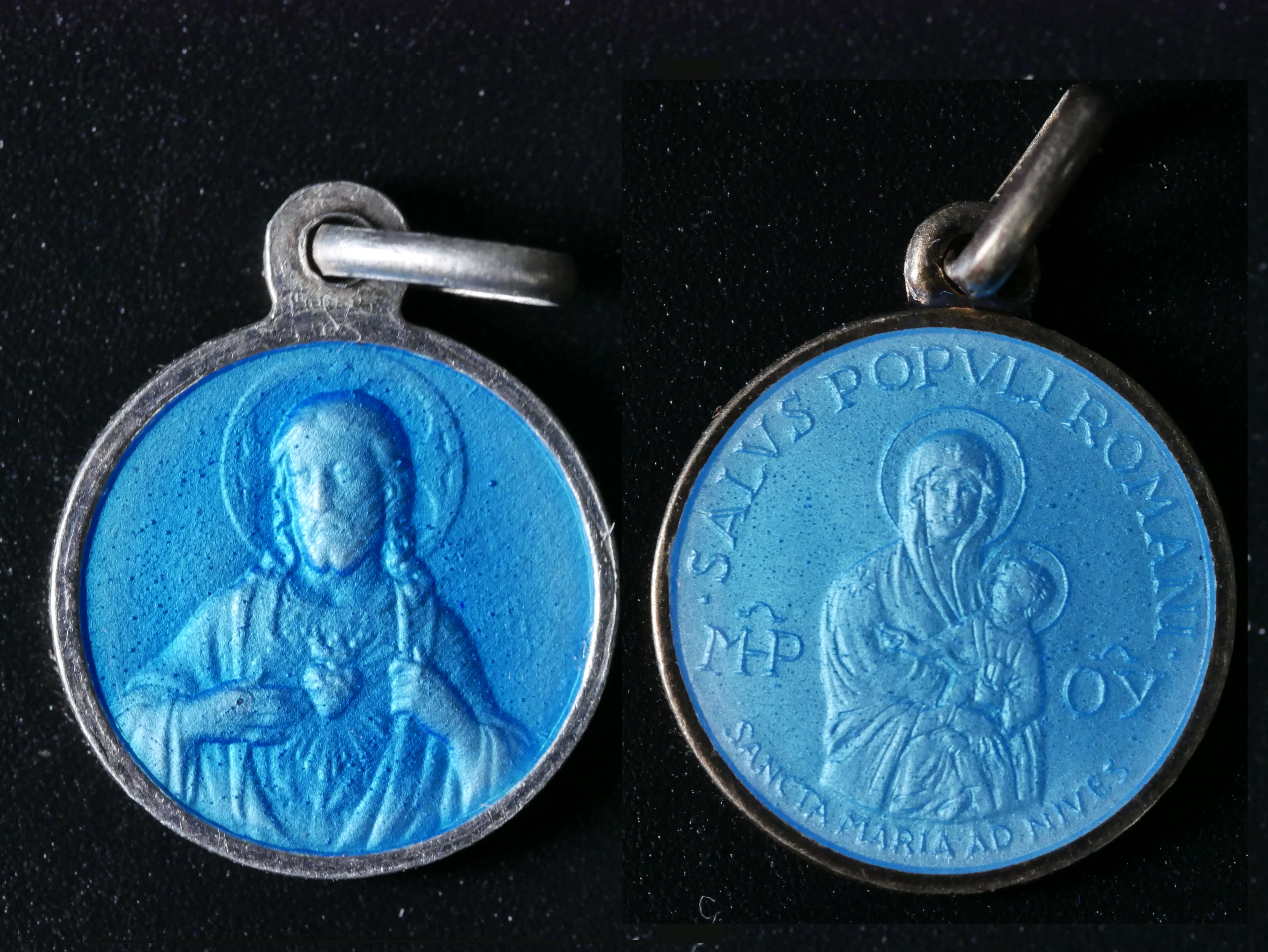
Medaillon mit Herz Jesu und Maria ad nives
Statue Unserer Lieben Frau vom Schnee auf dem Aiguilles de Bavella mit Votivtafeln
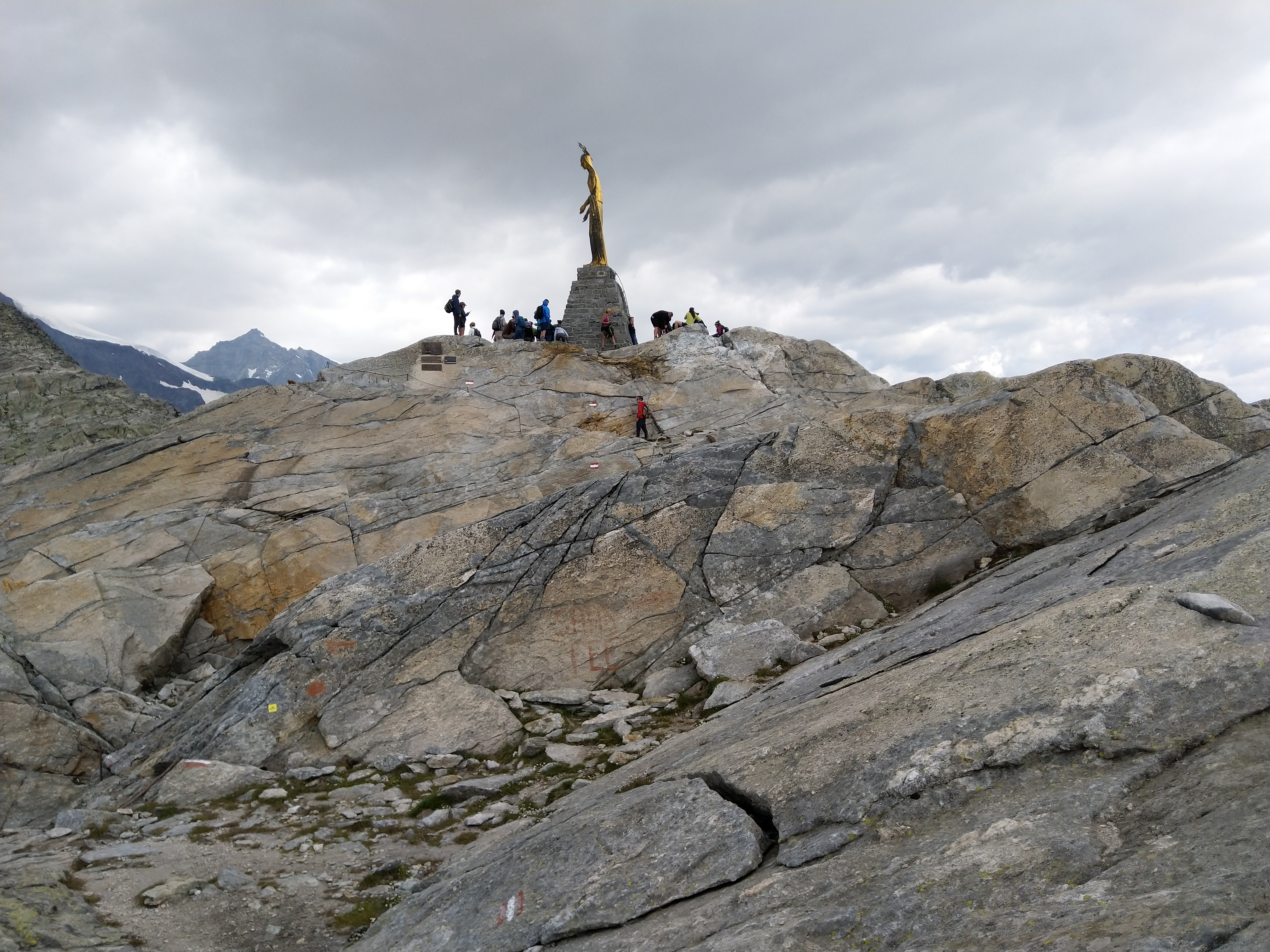
Maria zum Schnee am Monte-Moro-Pass

## Bauernregel
„Regen an Maria Schnee tut den Kornähren viel weh.“